# Clavulina gigartinoides
Clavulina gigartinoides är en svampart som beskrevs av Corner 1950. Clavulina gigartinoides ingår i släktet Clavulina och familjen Clavulinaceae.   Inga underarter finns listade i Catalogue of Life.